# 利马川风毛菊
利马川风毛菊（学名：Saussurea leclerei）为菊科风毛菊属的植物，为中国的特有植物。分布于中国大陆的湖北、四川、云南等地，生长于海拔2,000米的地区，常生长在山坡，目前尚未由人工引种栽培。